# آنخل خاویر الیزوندو
آنخل خاویر الیزوندو (انگلیسی: Javier Elizondo؛ زادهٔ ۳۱ اکتبر ۱۹۸۲) بازیکن فوتبال اهل آرژانتین است.
از باشگاه‌هایی که در آن بازی کرده‌است می‌توان به باشگاه فوتبال کرتارو و باشگاه ورزشی آئوداکس ایتالیانو اشاره کرد.